# Henry Ives Cobb
Henry Ives Cobb (né le 19 août 1859 et mort le 27 mars 1931) est un architecte américain célèbre pour ses projets de style romanesque et gothique. La plupart de ses œuvres se trouvent à Chicago, dans l'Illinois.

## Réalisations notables
- 1882-1885 : Palmer Mansion, Chicago, Illinois ;
- 1892 : Former Chicago Historical Society Building, Chicago, Illinois ;
- 1893 : Newberry Library, Chicago, Illinois ;
- 1898-1905 : Chicago Federal Building, Chicago, Illinois ;
- 1910 : Liberty Tower, Manhattan, New York.